# Exonario
El Exonario es un catálogo de términos y definiciones que busca ponerle nombre a situaciones y objetos que no lo tienen. El catálogo de palabras se renueva constantemente y busca cubrir todo el abanico semántico posible, definiendo situaciones y objetos de lo más variado que fueron olvidados por los diccionarios convencionales. Cualquier persona puede aportar la palabra que desee, siempre y cuando cumpla con las reglas del exonario.
El Exonario no es un diccionario de jergas.
Existe un proyecto de similares características en idioma inglés llamado Urban Dictionary

## Historia
El Exonario fue creado por Jorge Mux, profesor de filosofía en la ciudad de Bahía Blanca, Argentina. Se encuentra en línea desde noviembre del 2006.
En dos ocasiones se lanzó desde la página el concurso "cree su propia palabra", con gran repercusión, llegando colaboraciones de diversos puntos del mundo de habla hispana, como España o Colombia. El autor presentaba el concurso de la siguiente manera: "¿Por qué el lenguaje, muchas veces, limita nuestra capacidad de expresión?
¿Por qué hay cosas que no pueden decirse?
Quizás porque no nos atrevemos a buscar nuestra propia palabra, o a darle nuestro nombre a campos semánticos que todavía no lo tienen."
Al día de la fecha, su catálogo de palabras asciende a más de 1300, a un ritmo de casi una por día.

## Contenido
La mayoría de las palabras son creaciones de Jorge Mux, aunque cualquier persona puede colaborar. De hecho, el Exonario cuenta con algunos colaboradores frecuentes que actúan de manera totalmente desinteresada. Las exigencias para que una palabra sea aceptada son las siguientes:
- Las palabras deben ser completamente funcionales al idioma castellano
- Su definición no debe existir en los diccionarios convencionales

## Publicación
A partir de mayo del 2008, una selección de palabras del Exonario comienza a ser publicada en la revista EcoDías, de la ciudad de Bahía Blanca.
Actualmente Editorial Sudamericana está ultimando detalles para publicar el Exonario en formato de libro.